# Kanton Charente-Sud
Der Kanton Charente-Sud ist ein französischer Wahlkreis im Département Charente in der Region Nouvelle-Aquitaine. Er umfasst 40 Gemeinden aus dem Arrondissement Cognac. Bei der landesweiten Neuordnung der französischen Kantone wurde er 2015 neu geschaffen.

## Gemeinden
Der Kanton besteht aus 40 Gemeinden mit insgesamt 19.940 Einwohnern (Stand: 1. Januar 2022) auf einer Gesamtfläche von 628,75 km²:
| Gemeinde                      | Einwohner 1. Januar 2022 | Fläche km² | Dichte Einw./km² | Code INSEE | Postleitzahl |
| ----------------------------- | ------------------------ | ---------- | ---------------- | ---------- | ------------ |
| Angeduc                       | 143                      | 3,59       | 40               | 16014      | 16300        |
| Baignes-Sainte-Radegonde      | 1.241                    | 31,22      | 40               | 16025      | 16360        |
| Barbezieux-Saint-Hilaire      | 4.738                    | 26,55      | 178              | 16028      | 16300        |
| Barret                        | 1.092                    | 22,37      | 49               | 16030      | 16300        |
| Bécheresse                    | 292                      | 8,38       | 35               | 16036      | 16250        |
| Berneuil                      | 321                      | 16,55      | 19               | 16040      | 16480        |
| Boisbreteau                   | 128                      | 15,16      | 8                | 16048      | 16480        |
| Bors (Canton de Charente-Sud) | 118                      | 12,28      | 10               | 16053      | 16360        |
| Brie-sous-Barbezieux          | 111                      | 6,50       | 17               | 16062      | 16300        |
| Brossac                       | 453                      | 21,84      | 21               | 16066      | 16480        |
| Coteaux-du-Blanzacais         | 1.000                    | 23,83      | 42               | 16046      | 16250        |
| Challignac                    | 340                      | 13,21      | 26               | 16074      | 16300        |
| Champagne-Vigny               | 235                      | 8,31       | 28               | 16075      | 16250        |
| Chantillac                    | 372                      | 18,05      | 21               | 16079      | 16360        |
| Chillac                       | 225                      | 14,61      | 15               | 16099      | 16480        |
| Condéon                       | 609                      | 31,40      | 19               | 16105      | 16360        |
| Étriac                        | 200                      | 9,47       | 21               | 16133      | 16250        |
| Guimps                        | 495                      | 12,60      | 39               | 16160      | 16300        |
| Guizengeard                   | 165                      | 14,76      | 11               | 16161      | 16480        |
| Lachaise                      | 306                      | 9,43       | 32               | 16176      | 16300        |
| Ladiville                     | 129                      | 7,19       | 18               | 16177      | 16120        |
| Lagarde-sur-le-Né             | 187                      | 4,12       | 45               | 16178      | 16300        |
| Le Tâtre                      | 427                      | 6,13       | 70               | 16380      | 16360        |
| Montmérac                     | 725                      | 23,39      | 31               | 16224      | 16300        |
| Oriolles                      | 245                      | 18,30      | 13               | 16251      | 16480        |
| Passirac                      | 251                      | 14,67      | 17               | 16256      | 16480        |
| Pérignac                      | 496                      | 25,52      | 19               | 16258      | 16250        |
| Reignac                       | 715                      | 22,14      | 32               | 16276      | 16360        |
| Saint-Aulais-la-Chapelle      | 218                      | 14,84      | 15               | 16301      | 16300        |
| Saint-Bonnet                  | 407                      | 17,77      | 23               | 16303      | 16300        |
| Sainte-Souline                | 116                      | 7,32       | 16               | 16354      | 16480        |
| Saint-Félix                   | 102                      | 8,08       | 13               | 16315      | 16480        |
| Saint-Médard                  | 306                      | 8,24       | 37               | 16338      | 16300        |
| Saint-Palais-du-Né            | 305                      | 13,60      | 22               | 16342      | 16300        |
| Saint-Vallier                 | 138                      | 18,21      | 8                | 16357      | 16480        |
| Salles-de-Barbezieux          | 400                      | 9,85       | 41               | 16360      | 16300        |
| Sauvignac                     | 98                       | 11,62      | 8                | 16365      | 16480        |
| Touvérac                      | 572                      | 18,19      | 31               | 16384      | 16360        |
| Val des Vignes                | 1.358                    | 50,66      | 27               | 16175      | 16250        |
| Vignolles                     | 161                      | 8,80       | 18               | 16405      | 16300        |
| Kanton Charente-Sud           | 19.940                   | 628,75     | 32               | 1609       | –            |

## Veränderungen im Gemeindebestand seit der landesweiten Neuordnung der Kantone
2019:
- Fusion Côteaux du Blanzacais und Saint-Léger → Coteaux-du-Blanzacais

2017:
- Fusion Blanzac-Porcheresse und Cressac-Saint-Genis → Côteaux du Blanzacais

2016:
- Fusion Lamérac und Montchaude → Montmérac
- Fusion Aubeville,  Jurignac, Mainfonds und Péreuil → Val des Vignes

## Politik
| Vertreter im Departementrat | Vertreter im Departementrat     | Vertreter im Departementrat |
| Amtszeit                    | Namen                           | Partei                      |
| --------------------------- | ------------------------------- | --------------------------- |
| 2015–                       | Jacques Chabot Isabelle Lagarde | UD                          |